# Miguel José de Azanza
Miguel José de Azanza Alegría, duca di Santa Fe (Aoiz, 20 dicembre 1746 – Bordeaux, 20 giugno 1826), è stato un politico e diplomatico spagnolo di origine basca, nonché viceré della Nuova Spagna dal 31 maggio 1798 al 30 aprile 1800.

## Biografia

### Origini e carriera militare
Azanza nacque ad Aoiz, in Navarra, il 20 dicembre 1746 e studiò a Sigüenza e Pamplona. Giunse nelle Americhe all'età di 17 anni, in compagnia dello zio José Martín de Alegría, amministratore del tesoro reale di Veracruz. Divenne segretario del visitador, José de Gálvez, e con lui viaggiò per tutta la Nuova Spagna, apprendendo molto dei suoi problemi. Apparentemente Gálvez lo fece arrestare a Sonora per aver divulgato il luogo in cui si trovava lo stesso Gálvez. Nonostante questo Gálvez affidò ad Azanza molte importanti missioni.
Nel 1771 divenne cadetto del reggimento di fanteria lombarda in Spagna. Nel 1774 si trovava a L'Avana come segretario del marchese de la Torre, capitano generale di Cuba. Insieme a Torre prese parte all'assedio di Gibilterra (1781).

### Diplomatico e carriera politica
Lasciò l'esercito per intraprendere la carriera diplomatica. Tra il 1784 ed il 1786 fu segretario nell'ambasciata spagnola di San Pietroburgo, ricoprendo altri incarichi a Berlino. Nel 1788 fu corregidor di Salamanca, e l'anno seguente intendente dell'esercito di Valencia.
Nel 1793 fu ministro spagnolo della guerra nel governo del primo ministro Manuel Godoy. Mantenne questo incarico per tre anni, durante la guerra con la Francia.

### Viceré della Nuova Spagna
Il 19 ottobre 1796 Azanza fu nominato viceré della Nuova Spagna. In molti lo considerarono una discreta forma di esilio. Si pensava che Godoy volesse sbarazzarsi di Azanza a causa delle sue forti critiche. Azanza assunse l'incarico di viceré nel 1798, ad Orizaba. La sostituzione di Miguel de la Grúa Talamanca, visto come un despota immorale, fu ben accolta dal popolo.
Grúa aveva stanziato numerose truppe a Jalapa, Veracruz. Il loro mantenimento costava molto al tesoro, e la loro assenza da casa aveva portato all'abbandono dei loro campi. Azanza ritirò gradualmente le truppe, a partire dal 15 maggio 1799. Rimandò reggimenti di milizia provinciale alle loro case. Con i soldi risparmiati fortificò il porto di San Blas armandolo con cannoni.
Protesse le coste dagli inglesi. Pose delle truppe a Buenavista, nei pressi di Veracruz, completando lo squadrone con 18 navi da guerra nel porto di Veracruz. Ci furono scontri con Lipan ed altri indiani dell'entroterra.
A causa delle difficoltà del commercio marittimo, il numero di ditte che producevano abiti in cotone crebbe durante il suo mandato.
Al fine di incrementare la popolazione della California, il viceré Azanza ordinò di mandarvi i bambini degli orfanotrofi (17 maggio 1799). L'anno seguente fondò un insediamento sul Lago Salato, chiamandolo Candelaria de Azanza (Nuevo León).
L'8 marzo 1800 un forte terremoto colpì per quattro minuti Città del Messico, poi divenuto famoso col nome di Temblor de San Juan de Dios. Alcune case crollarono, ma non ci furono feriti.
Azanza fece poco per migliorare la capitale o la colonia. Alla scadenza dei contratti molti istruttori minatori tedeschi tornarono in patria. Uno dei pochi rimasti fu Luis Lidner, che divenne professore di chimica e metallurgia presso il Royal College delle Miniere.

### Cospirazione dei Machete
Nel 1799 fu scoperta una cospirazione. Pedro de la Portilla, un impiegato creolo dell'ufficio erariale, si incontrò con circa venti giovani a Città del Messico. Durante l'incontro si discusse della situazione in cui si trovavano i creoli rispetto agli spagnoli nati in Europa. I presenti decisero di imbracciare le armi per liberare la colonia dai Gachupines (termine offensivo per riferirsi ai Peninsulares nati in Spagna). Per questo motivo racimolarono tutti i machete possibili. Dato che era il loro unico armamento, la rivolta divenne famosa col nome di Cospirazione dei Machete.
I cospiratori volevano liberare i prigionieri, e con il loro aiuto prendere in ostaggio il viceré proclamando l'indipendenza del Messico, e dichiarando guerra alla Spagna. Avevano a disposizione 1000 pesos d'argento, due pistole, e 50 machete.
Durante la seconda riunione Isidoro Francisco de Aguirre, cugino di Portilla, si preoccupò di quello che stava per succedere, ed andò dalle autorità per denunciare i cospiratori (10 novembre 1799). Azanza ordinò l'arresto dei responsabili, ma senza rivelare il motivo della cospirazione in modo da evitare altre rivolte di piazza. Furono tutti arrestati ed imprigionati per molti anni. Il processo fu lungo, e non raggiunse un verdetto. Alcuni di loro morirono in carcere. Lo stesso Portilla visse abbastanza per assistere all'indipendenza del Messico.
Nonostante non rappresentasse una grave minaccia per il dominio spagnolo, si trattò di un preavviso della situazione della colonia messicana, influenzata dalle recenti rivoluzioni americana e francese.

### Termine della carriera ed esilio
Dopo aver lasciato il comando al successore, Félix Berenguer de Marquina, nel 1800 presso Villa de Guadalupe, Azanza tornò in Spagna. Nel 1808 fu ministro del tesoro per re Ferdinando VII e membro della junta suprema che governò in assenza del re.
Poco dopo si arrese a Napoleone a Bayonne. Giuseppe Bonaparte lo nominò duca di Santa Fe. Con la sconfitta dei francesi fu mandato in esilio. In Spagna fu condannato a morte in contumacia, e le sue proprietà furono confiscate. Morì in povertà in Francia nel 1826.
Massone, fu Sovrano grande ispettore generale, 33° e massimo grado del Rito scozzese antico ed accettato e dal 1811 al 1813 fu Sovrano Gran Commendatore del Supremo Consiglio per la Spagna.